# Anne Rhys, 7.ª Duquesa de Ciudad Rodrigo
Anne Maud Rhys, 7.ª Duquesa de Ciudad Rodrigo, conhecida no Reino Unido como Lady Anne Maud Rhys (nascida Wellesley; 2 de fevereiro de 1910 - 1998), era uma aristocrata britânica, uma nobre na nobreza espanhola e socialite.
Anne era a filha mais velha e única menina de Arthur Wellesley, 5.º Duque de Ciudad Rodrigo, e sua esposa, Lillian. Durante sua adolescência, ela namorou (e foi espalhado boatos que seria noiva de) Eduardo, Príncipe de Gales. No inverno de 1928, Anne estava sofrendo de pneumonia, enquanto o príncipe estava em turnê na África e ele disse ter recebido os boletins de rádio codificados no que diz respeito à sua saúde. Rumores de seu noivado depois foram oficialmente negados pelo Palácio de Buckingham.
Em 23 de março de 1933, casou-se com David Rhys, o filho mais novo do 7.º Barão Dynevor. O casal teve dois filhos, Arthur Llewelyn (1935-2005) e Elizabeth Maud (nascida em 1937) antes de se divorciarem em 1963. Seu irmão, Henry, herdou os títulos de seu pai em 1941 e na sua morte, quase dois anos mais tarde, Anne herdou o ducado espanhol de Ciudad Rodrigo e a honra de Grande da Espanha (que tinha sido atribuído ao seu antepassado, o 1.º Duque e foi capaz de passar através da linha feminina, pela lei espanhola), enquanto o ducado britânico passou para seu tio, Gerald. Ela se tornou a sétima duquesa de Ciudad Rodrigo e seu marido tornou-se duque de Ciudad Rodrigo. Anne cedeu o ducado a seu tio em 1949.